# Giovanni Camerino (arquitecto)
Giovanni Camerino, o Camerini (... – Portoferraio, 6 de mayo de 1570), fue un arquitecto e ingeniero militar italiano. Diseñador de fortificaciones, estuvo al servicio del gran duque Cosme I de Médici y participó en la construcción de imponentes obras defensivas por toda la Toscana, aplicando las técnicas de la fortificación moderna. Entre sus obras, cabe destacar las fortificaciones de Portoferraio (Cosmopoli) en la isla de Elba y Terra del Sole (Eliopoli) en la Romaña florentina, ambas construidas por orden de Cosme I de Médici.

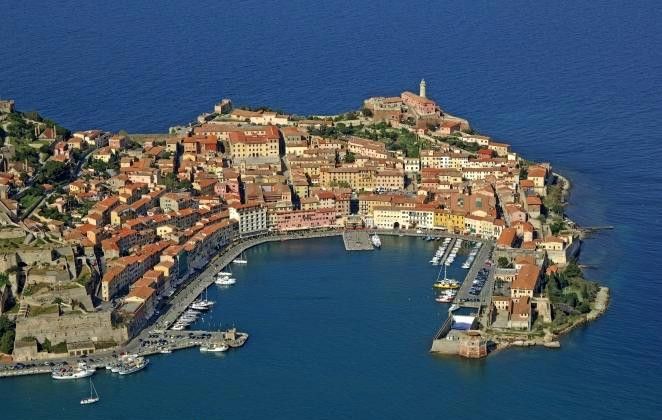
El pueblo original de Portoferraio

## Biografía
No se dispone de noticias documentadas sobre las primeras etapas de su vida ni sobre su formación. Se presume que era originario de la región de las Marcas y probablemente de Camerino. La primera noticia documentada sobre su actividad data de principios de la década de 1540 y lo muestra ya al servicio del Gran Ducado, ocupándose de obras de ingeniería militar e hidráulica. A partir de 1544 trabajó en la Torre Poppi y posteriormente en las obras de mejora de las tierras en Valdichiana. Viajó a Flandes y Francia para realizar servicios varios. Trabajó en las fortificaciones de Montepulciano, Populonia y Rocca Sibillina.
En 1549, Giovanni o Juan Camerino comenzó a trabajar en la isla de Elba, en el proyecto de Cosmopoli (Portoferraio), en el puesto de Giovanni Battista Belluzzi. Estas obras lo ocuparían el resto de su vida, y Camerino también fijó su residencia en la isla. Desde mediados del siglo XVI, para implementar y mejorar el sistema defensivo del Estado de los Presidios, recibió el encargo español de construir el Fuerte Felipe, en las alturas de Porto Ercole. También colaboró en la finalización de los bastiones del sistema defensivo de Argentario con la construcción del Fuerte Estrella y la Rocca Spagnola. En 1552 diseñó la planta de la localidad de San Casciano; posteriormente, siempre en colaboración con los demás diseñadores al servicio de Cosme, trabajó en las fortificaciones de Piombino, San Gimignano, Poggio Imperiale, Brolio, Massa Marittima, Grosseto y Sansepolcro. Entre 1564 y 1568 residió definitivamente en Castrocaro para supervisar la serie de obras que debían fortificar la "Romaña Toscana" con la fundación de Terra del Sole.

## Obras
- La forma urbana y las fortificaciones de Portoferraio, incluyendo las fortalezas de mampostería de Falcone y Stella, y la torre Linguella para defender el puerto. También diseñó los edificios representativos de la nueva ciudad: la Catedral, el convento de San Francisco y la Biscotteria.

- El Castillo Nuevo de Piombino (1555-1559).